# Oddie Agam
Oddie Agam (Medan, 19 de marzo de 1953-27 de octubre de 2021) fue un cantante y compositor indonesio en la década de los años 1980. Las canciones que compuso fueron muchos de los éxitos, como "Wow", "Love Letter", "Lenguaje del Amor", "lógica" y "Special Guest", y además fue popularizada por la diva del pop Viña Panduwinata, Antara Anyer dan Jakarta y Sheila Majid.

## Discografía

### Álbum de Estudio
- 1984 - Bellina
- 1986 - Gadis Sentimentil
- 1990 - Oddie Agam

### Álbum de compilaciones
- 1987 - Beri 1/2 Saja
- 1988 - Kesempatan
- 1989 - 10 Best + 2

## Otras aspiraciones
- 1988 - Lomba Cipta Lagu Remaja 1987/1988 lagu "Dalam Cahaya Kehidupan" karya Cherry Hermawan.
- 1997 - Bersama Dalam Cinta proyek album untuk Gedung Kesenian Jakarta lagu Belenggu.